# HD 80230
HD 80230, eller g Carinae, är en röd jätte i stjärnbilden Kölen.
Stjärnan är en misstänkt variabel som varierar mellan visuell magnitud +4,31 och 4,35 utan någon fastställd periodicitet.. Den är väl synlig vid normal seeing. Den befinner sig på ett avstånd av ungefär 490 ljusår.